# Эфиопо-эритрейский конфликт
Эфио́по-эритре́йский конфли́кт — вооружённый конфликт между Эфиопией и Эритреей в 1998—2000 годах за контроль над спорными пограничными территориями.

## Ход
- 6 мая 1998 года, после убийства эритрейских чиновников, Эритрея напала на Эфиопию, нарушая при этом международные нормы, как решила комиссия в Гааге[11].
- 12 мая 1998 года — эритрейские войска заняли один из трех спорных участков пограничья, Бадме[англ.].
- 21 — 23 февраля 1999 года — массированные авиаудары по эритрейской территории, как пролог операции «Закат». Эритрейцы предотвратили прорыв фронта, но под бомбёжками погибли тысячи солдат.
- 16 мая 1999 года — эфиопская авиация совершила налёт на порт Массауа.
- 24 мая 1999 года — эритрейские войска силами до четырёх пехотных бригад с частями усиления нанесли удар по эфиопским позициям на западном участке фронта вдоль левого берега реки Мэрэб, но в двухдневных боях успеха не имели.
- 25 мая — июнь 2000 года — эфиопские войска вытеснили эритрейцев со спорных территорий.
- по условиям мирного соглашения, дело было передано в международный арбитраж, разделивший территории примерно поровну; город Бадме, символ войны, остался за эритрейцами[12].
- В 2007 году наблюдался рост напряжённости в пограничной полосе, и аналитики прогнозировали возможность нового конфликта.

## Жертвы
По оценкам международных наблюдателей, около 60 тыс. эфиопов и 40 тыс. эритрейцев, сами воюющие стороны признали примерно по 20 тыс. с каждой стороны. Максимальные оценки доходят до 300 тыс. жертв.

## Некоторые аспекты конфликта
Лидеры обеих стран, Исайяс Афеворки и Мелес Зенауи являлись давними товарищами по оружию, и именно Афеворки активной политической работой среди этносов северной Эфиопии во многом и сделал возможным создание партизанских групп, которые потом сплотил под своим руководством Зенауи, в 2001 году он едва избежал вотума недоверия как раз по обвинению в сотрудничестве с эритрейцами.
С 2008 года на эритрейской территории базируются вооружённые формирования эфиопских антиправительственных повстанцев Ginbot 7 во главе которых стоит Берхану Нега.
В конфликте активное участие принимали военные специалисты и наёмники из бывших советских республик, в основном из Украины и из России, которые в большинстве случаев занимались эксплуатацией боевой авиации (см. Авиаспециалисты бывших советских республик в Африке). Зафиксирован ряд случаев прямого военного столкновения между вооружёнными группами украинцев и россиян, сотрудничавших с противоборствующими государствами.

## Мирная декларация
9 июля 2018 года премьер-министр Эфиопии Абий Ахмед и президент Эритреи Исайяс Афеворки подписали декларацию о мире и дружбе, в которой объявлялось о прекращении состояния войны между двумя странами, а также заявили о готовности сотрудничать в ряде сфер, в том числе — в экономической и социальной областях.